# Nutzfahrzeugreifen

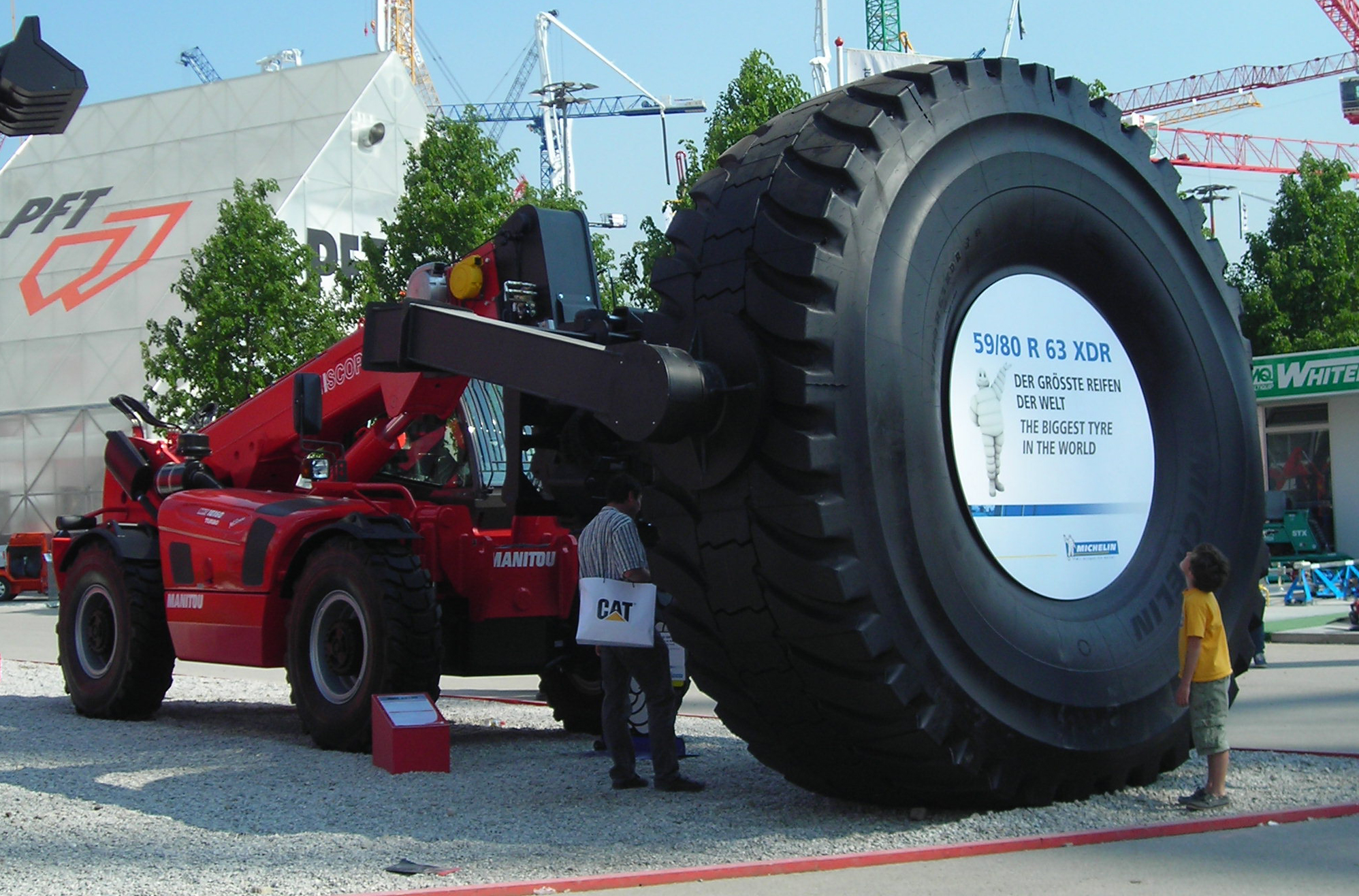
Größter Reifen der Welt (2007), gebaut für den Nutzfahrzeugsektor

Im Gegensatz zu PKW-Reifen sind Nutzfahrzeugreifen größer und breiter dimensioniert, d. h., sie haben einen höheren Reifenquerschnitt und somit eine breitere Auflagefläche. Reifen für Nutzfahrzeuge können ab einer bestimmten Dimension nachgeschnitten werden, darunter versteht man das Einschneiden eines tieferen Profils. Reifen, die dies ermöglichen, tragen die Aufschrift Regroovable. Des Weiteren werden Nutzfahrzeugreifen – soweit in der Karkasse nicht beschädigt – grundsätzlich einer Runderneuerung zugeführt.

## Eigenschaften
Durch eine stärkere Karkasse halten Nutzfahrzeugreifen auch höheren Beanspruchungen stand. Ein Pkw-Reifen hat im Normalfall eine Tragfähigkeit von ca. 400 kg bis 800 kg, während ein Lkw-Reifen eine Tragfähigkeit von bis zu 6000 kg erreichen kann. Man unterscheidet hierbei zwischen einer Einzel- und Doppelbereifung, wobei der Tragfähigkeitswert für eine Einzel-Bereifung gegenüber der Doppelbereifung – in Abhängigkeit vom Luftdruck – deutlich höher liegt. Die tatsächliche Tragfähigkeit richtet sich hierbei nach der jeweiligen Tragfähigkeitskennzahl. Ein Lastindex von 150 bedeutet bei max. Reifendruck für Zwillingsreifen an der Hinterachse – unabhängig von der Reifengröße – z. B. eine Tragfähigkeit von 13.400 kg.
Typische Lkw-Bereifung eines Lkw (18 t)
- Vorderachse (VA) 315/80 R 22,5 Einzelbereifung Tragfähigkeit  8.000 kg
- Hinterachse (HA) 315/80 R 22,5 Doppelbereifung Tragfähigkeit 13.400 kg

oder
- VA 385/55 R 22,5 Einzelbereifung, Tragfähigkeit  9.000 kg
- HA 315/70 R 22,5 Doppelbereifung, Tragfähigkeit 13.400 kg

Eine besondere Bereifung stellt die sogenannte Super-Single-Bereifung an Hinterachsen von Sattelzugmaschinen dar. Hierbei wird auf die übliche Zwillingsbereifung verzichtet und stattdessen ein extrem breiter Einzelreifen verwendet. Hauptvorteile sind ein geringeres Systemgewicht und ein verringerter Rollwiderstand. Super-Single-Reifen können mit besonderen Notlaufelementen ausgestattet werden, die es ermöglichen, mit einem platten Reifen – auch bei voller Beladung – eine kürzere Strecke zurückzulegen. Die Super-Single-Bereifung hat jedoch nach einer 2011 veröffentlichten Untersuchung der Europäischen Union (COST 334) eine deutlich höhere Belastung für den Straßenbelag zur Folge. Wegen größerer Systemkosten und im Vergleich zur Zwillingsbereifung geringerer Kilometerleistung findet der Super-Single-Reifen bisher kaum Verbreitung.
Super-Single-Bereifung für Lkw (18 t)
- VA 385/55 R 22,5 Einzelbereifung, Tragfähigkeit  9.000 kg
- HA 495/45 R 22,5 Einzelbereifung, Tragfähigkeit 11.600 kg

## Lärmgrenzwerte und Rollwiderstandsbeiwerte
Grenzwerte für Abrollgeräusche und Rollwiderstandsbeiwerte nach EU-Verordnung Nr. 661/2009:
| Klasse           | Reifenbreite in mm | Lärmgrenzwert in dB(A) | Rollwiderstandsbeiwert (max.) in kg/t |
| ---------------- | ------------------ | ---------------------- | ------------------------------------- |
| C2 (leichte NFZ) | keine Angabe       | 72* (73)               | 9,0                                   |
| C3 (schwere NFZ) | keine Angabe       | 73* (75)               | 6,5                                   |

- Normalreifen, Traktionsreifen ()[2]

### Einsatzzweck
Nutzfahrzeugreifen unterscheiden sich stark vom Einsatzzweck. Gerade für Lkw gibt es eine Vielzahl von unterschiedlichen Reifenarten, die für spezielle Einsätze konzipiert sind. Man unterscheidet im Allgemeinen die Reifen nach der Achsposition in:
- Lenkachse
- Antriebsachse
- Anhänger/Trailer
- Liftachse

sowie im Besonderen nach:
- Asphalt- oder Baustelleneinsatz
- Rundum-Bereifung für Allradfahrzeuge
- Regionalverkehr- oder Fernverkehreinsatz
- Linienbus-Reifen mit verstärkter Seitenwand (um Bordsteinschäden zu vermeiden)
- Militär-/Geländeeinsatz
- Winterreifen mit Lamellenstruktur. Diese Winterreifen für den alpinen Einsatz besitzen eine Silica-Laufflächenmischung ähnlich wie bei Pkw-Winterreifen, die bei Kälte weicher wird und für optimale Schneehaftung sorgt. Es gibt außerdem sogenannte Hybridreifen, mit denen man im Herbst als „Winterreifen“ startet. Sie verlieren über den Winterbetrieb eine von zwei Profilschichten. Darunter befindet sich eine neue Sommer-Profilschicht.

Nutzfahrzeugreifen sind auch in der Gummimischung anders beschaffen als Pkw-Reifen. Diese Reifen finden Verwendung in Fahrzeugen wie Lkw und Bussen. Für Baumaschinen, wie z. B. Bagger und Radlader, sowie Traktoren, gibt es wiederum eine Spezialbereifung.

## Reifen nachschneiden

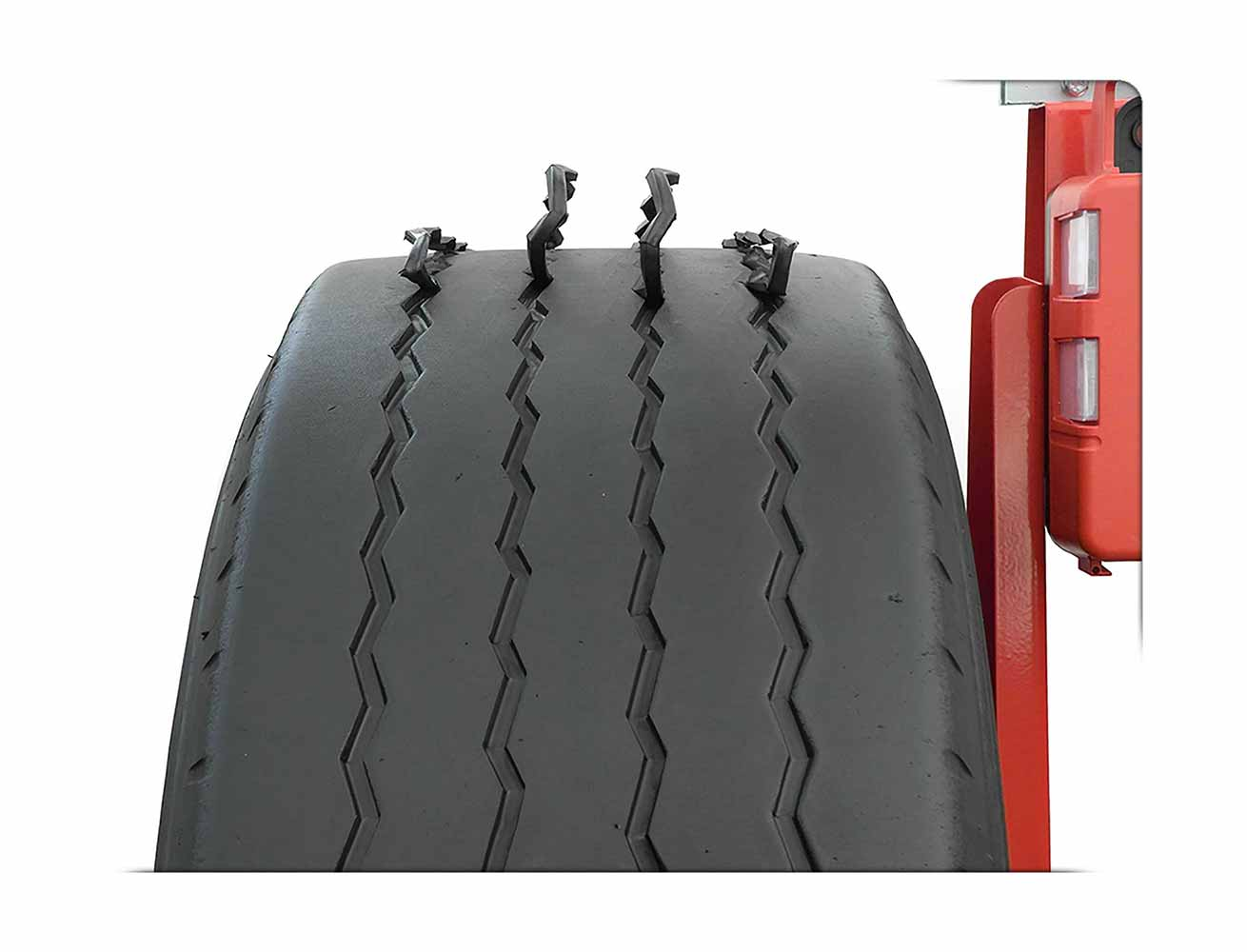
Nach dem Schneiden des Profils, lässt sich das herausgeschnittene Gummi einfach abziehen

Jeder Reifen mit der Kennzeichnung REGROOVABLE (nachschneidbar) verfügt über eine besonders hohe Grundgummistärke und kann bis zu zweimal nachgeschnitten werden. Voraussetzung für das Nachschneiden von Reifen ist eine ausreichende Restprofiltiefe. Ein Lkw-Reifen kann mit einem beheizbaren Reifenprofilschneider in der Breite um bis zu 23 mm und in der Tiefe um bis zu 12 mm nachgeschnitten werden.
Das Nachschneiden von Reifen war im Motorsportbereich und ist speziell im Lkw-Bereich an der Tagesordnung. Je nach Reifentyp und Einsatzbereich lässt sich die Kilometerleistung um bis zu 30 % erhöhen. Zudem können nachgeschnittene Reifen durch geringeren Rollwiderstand eine Kraftstoffeinsparung von ca. 5 % erzielen. Auch nach dem Nachschneiden kann der Reifen runderneuert werden.
Beim Kraftomnibus mit 100 km/h Zulassung dürfen an der Lenkachse keine nachgeschnittenen Reifen verwendet werden.

## Runderneuerte Nutzfahrzeugreifen
Die Runderneuerung von Nutzfahrzeugreifen bietet im Vergleich mit der Herstellung von Neureifen klare ökologische, ökonomische und soziale Vorteile. Runderneuerte Reifen für Nutzfahrzeuge bieten erwiesenermaßen die gleiche Qualität, Sicherheit und Haltbarkeit wie Neureifen und stehen zudem im Einklang mit den Zielen einer regionalen, zukunftsweisenden Kreislaufwirtschaft.
Die Runderneuerung von Nutzfahrzeugreifen erfüllt höchste Anforderungen an die Energieeffizienz. Laut einer aktuellen Studie des Fraunhofer-Instituts UMSICHT werden in der Fertigung runderneuerter Reifen bis zu 70 Prozent Energie (Gas & Strom) gegenüber der Herstellung vergleichbarer Neureifen eingespart. Mit identischer Rollwiderstandsklasse und vergleichbarer Laufleistung verbrauchen Runderneuerte in der Anwendung nicht mehr Energie als Neureifen. Bei der Fertigung runderneuerter Reifen können zudem die CO2-Emissionen sowie der Verbrauch von Rohstoffen und Ressourcen um jeweils rund zwei Drittel gesenkt werden. Außerdem können Abfälle vermieden und die Abhängigkeit von importierten Rohstoffen reduziert werden. Das trägt nachhaltig zum Schutz der Umwelt und Erhalt der natürlichen Lebensgrundlagen bei.
Die Nutzung im Sinne einer Circular Economy wird mit jeder Reifen-Runderneuerung verdoppelt. Nutzfahrzeugreifen können bis zu dreimal runderneuert werden, Flugzeugreifen sogar bis zu zwölfmal.
Die Runderneuerung ist ein bewährter und zertifizierter Prozess, bei dem modernste Hightech-Maschinen zum Einsatz kommen. Voraussetzung für eine Reifenrunderneuerung ist immer eine einwandfreie Karkasse (Reifenunterbau).

## Kostenfaktor Reifendruck
Neben dem Nachschneiden und Runderneuern von Nutzfahrzeugreifen ist ein korrekter Reifendruck ein bedeutsamer Kostenfaktor im Transportgewerbe. Für sich genommen sind Nutzfahrzeugreifen mit rund fünf Prozent nur ein kleiner Posten in der Betriebskostenrechnung. In der Praxis haben sie aber über den Rollwiderstand eine direkte Auswirkung auf den Kraftstoffverbrauch eines Nutzfahrzeugs. Die Nutzfahrzeugreifen können auf diese Weise Einfluss auf rund 40 Prozent der Flottenbetriebskosten nehmen.
Dieser Anteil kann noch höher ausfallen, wenn man die Wartungs- und Reparaturkosten dazurechnet, die im Fall von Reifenschäden entstehen können. Tatsächlich sind Reifenschäden die Pannenursache Nummer eins bei Nutzfahrzeugen. Der größte Teil dieser Schäden lässt sich auf einen unzureichenden Luftdruck im Reifen zurückführen. Die Gründe dafür sind fast immer Wartungsmängel. Zwar kommt es bei einem Vollgummireifen am Nutzfahrzeug aufgrund der technischen Besonderheiten des Werkstoffs Gummi stets zu einem Luftverlust durch Diffusion. Unterbleibt jedoch eine regelmäßige Kontrolle des Reifendrucks, wirkt sich ein längeres Unterschreiten des vom Fahrzeughersteller vorgesehenen Fülldrucks ungünstig auf die Haltbarkeit eines Reifens aus.

### Reifendruckkontrollsystem für schwere Nutzfahrzeuge
Der Europäische Gesetzgeber trägt der Bedeutung eines korrekten Luftdrucks für die Verkehrssicherheit mittlerweile auch bei den schweren Nutzfahrzeugen Rechnung. Seit dem 1. Juli 2024 müssen in der EU neu zugelassene Lkw, Busse, Wohnmobile sowie Anhänger mit einem zulässigen Gesamtgewicht von mehr als 3,5 Tonnen mit einem Reifendrucküberwachungssystem ausgestattet sein. Ein solches System soll den Fahrer spätestens nach zehn Minuten Fahrzeit warnen, wenn der Betriebsdruck eines Nutzfahrzeugreifens um 20 Prozent sinkt.

### Reifendruck bei Zwillingsreifen
Ein typischer Wartungsmangel liegt vor, wenn die Reifendruckprüfung unterbleibt, weil die Zugänglichkeit zu den Reifenventilen eingeschränkt ist. Das kommt häufig bei Lastkraftwagen, Anhängern und Kraftomnibussen vor, die mit Zwillingsbereifung auf Achse sind. In diesem Fall ist in der Regel eine Ventilverlängerung erforderlich, um das Ventil des innen laufenden Reifens mit dem Reifenfüllmessgerät zu erreichen. Die Prüforganisation DEKRA hat in einer empirischen Studie im Rahmen der periodischen Fahrzeugüberwachung von rund 1000 Nutzfahrzeugen festgestellt, dass bei fast der Hälfte der untersuchten Fahrzeuge die Ventilverlängerungen abgebrochen, undicht oder nicht korrekt befestigt waren. In allen Fällen war ein Luftdruckprüfung nicht oder nur nach Demontage des äußeren Zwillingsreifen möglich.

### Häufige Ursachen des Fülldruckabfalls
- eingedrungene Nägel oder ähnliche Fremdkörper
- undichte Ventile
- Undichtigkeit zwischen Ventil und Felge
- Beschädigung der Ventilverlängerung
- defekte Schläuche und Wulstbänder
- Risse in der Felge

### Rollwiderstand und Reifenschäden
Mit abnehmendem Reifendruck erhöht sich auch der Rollwiderstand des Reifens. In der Folge muss der Reifen eine stärkere Walkarbeit verrichten, was schon bei einer vergleichsweise niedrigen Fahrgeschwindigkeit von 15 Stundenkilometern mit einer deutlichen Erwärmung einhergeht. Kommt es dann zu einer übermäßigen Durchwalkung mit entsprechender Erwärmung, kann das zur vollständigen Zerstörung des Reifens führen. Der ADAC Truckservice warnt davor, dass sich Reifen mit zu geringem Luftdruck an sehr heißen Sommertagen überhitzen, platzen oder Feuer fangen können.
Zu geringer Reifendruck führt zu:
- höherem Kraftstoffverbrauch
- ungleichmäßigem Abrieb der Lauffläche
- Reduzierung der Laufleistung des Reifens
- Schlechterem Fahrverhalten des Fahrzeugs
- Beeinträchtigung der Verkehrssicherheit

## Wartung und Prüfung des Luftdrucks
Eine Prüfung des Reifendrucks mit Hilfe eines Druckmessgeräts sollte in regelmäßigen Abständen im Rahmen einer Abfahrtskontrolle erfolgen. Lediglich bei neueren Fahrzeugen kann das RDKS diese Aufgabe übernehmen. Die National Highway Traffic Safety Administration (NHTSA) empfiehlt allerdings, den Reifendruck auch dann mindestens einmal im Monat zu prüfen, wenn ein RDKS verbaut ist. Da diese Systeme in der Regel erst dann ansprechen, wenn der Betriebsdruck eines Reifens um 20 Prozent gesunken ist, könnte ein Reifen bis zur Warnmeldung trotzdem mit zu niedrigem Druck unterwegs sein.
Liegt ein Druckverlust vor, ist in der Regel eine manuelle Korrektur des Reifendrucks mit Reifendruckmesser oder Reifendruckprüfer erforderlich. Besonderes Augenmerk verdienen dabei die Zwillingsreifen. Kommt es hier zu ungleichen Luftdrücken, kann das einen erheblichen Verschleiß der stärker belasteten Reifen, eine Verschlechterung des Fahrverhaltens und einen erhöhten Kraftstoffverbrauch zur Folge haben.
- Der Reifendruck muss an kalten Reifen bei Umgebungstemperatur geprüft werden
- Gemessen wird am Ventil des Reifens bzw. an einer Ventilverlängerung
- Der Luftdruck in den Reifen sollte an jeder Achse gleich sein
- Bei Doppelbereifung sollte der Fülldruck in beiden Reifen gleich sein
- Das Ersatzrad sollte mindestens den laut Betriebsanleitung vorgesehenen Luftdruck aufweisen